# Charles Paul Alexander
Charles Paul Alexander fue un entomólogo estadounidense que nació el 25 de septiembre de 1889, en Gloversville, Nueva York y falleció el 3 de diciembre de 1981.
Charles Paul Alexander era hijo de Emil Alexander y Jane Alexander (née Parker). Emil (el padre) emigró a los Estados Unidos en 1873 y cambió su apellido de Schlandensky a Alexander. Charles entró en la Universidad de Cornell en 1909, obteniendo una licenciatura en Bachelor of Science en 1913 y un doctorado en 1918. Entre 1917 y 1919, fue entomólogo en la Universidad de Kansas, y luego desde 1919 hasta 1922, en la Universidad de Illinois.
Posteriormente se convirtió en profesor de entomología en la Universidad de Massachusetts Amherst. Estudió Diptera, especialmente en la familia Tipulidae. Describió más de 11.000 especies y géneros de moscas, lo que se traduce en aproximadamente una descripción de una especie al día durante toda su carrera.
Participó activamente en la profesión entomológica y sus logros fueron ampliamente reconocidos. Miembro de la Sociedad Entomológica de América (ESA) desde 1910 hasta su muerte, se desempeñó como presidente de la Sociedad de 1941 a 1943 y fue elegido miembro honorario en 1969. En 1976 recibió el premio L. O. Howard por logros distinguidos en entomología. de la Rama Oriental de la ESA. Fue también  miembro correspondiente de la Sociedad Entomológica Estadounidense; Miembro Honorario de la Asociación Nacional de Control de Plagas; Miembro Honorario de la Sociedad Chilena de Entomología; Miembro Honorario de Kebun Raya Indonesia (Jardín Botánico de Indonesia); y miembro de la Sociedad Entomológica de Londres. En 1952 recibió la Orden al Mérito Bernardo O'Higgins del gobierno de Chile.

## Obras
Lista parcial
- A synopsis of part of the Neotropical Crane-flies of the subfamily Limnobinae (Tipulidae) 69 p - 4 pl (1913).

## Fuente
1. ↑  «Charles P. Alexander Papers». Record Unit 7298, Alexander, Charles P, (Charles Paul), 1889-1981 (en inglés). Smithsonian Institution Archives. Consultado el 28 de marzo de 2012.
2. ↑  Archives, Smithsonian Institution (1870 1870-1979 circa 1870-1979). «Record Unit 7298 Charles P. Alexander Papers, circa 1870-1979». Smithsonian Institution Archives (en inglés). Consultado el 23 de octubre de 2023.

- Anonyme (2004), Alexander, Charles Paul. in Encyclopedia of Entomology, vol. 1, John L. Capinera (dir.), Kluwer Academic Publishers (Dordrecht): p. 61 ISBN 0-7923-8670-1
- Anthony Musgrave (1932). Bibliography of Australian Entomology, 1775-1930, with biographical notes on authors and collectors, Royal Zoological Society of News South Wales (Sydney): viii + 380.